# Deroceras reticulatum
Loche laiteuse
Espèce
Deroceras reticulatum, la Loche laiteuse, est une espèce de mollusques gastéropodes terrestre pulmoné de la famille des Agriolimacidae. Cette limace est un ravageur important de nombreuses plantes cultivées, dont elle consomme les feuilles entre les nervures.

## Dénominations
- Nom scientifique valide : Deroceras reticulatum (Muller, 1774)[1],
- Nom normalisé : Loche laiteuse, depuis 2010[2],
- Autres noms vulgaires (vulgarisation scientifique) : Limace grise, Loche, Petite limace grise, Limace réticulée[3],[4], Limace des champs, Petite loche grise[5].

## Galerie de photos

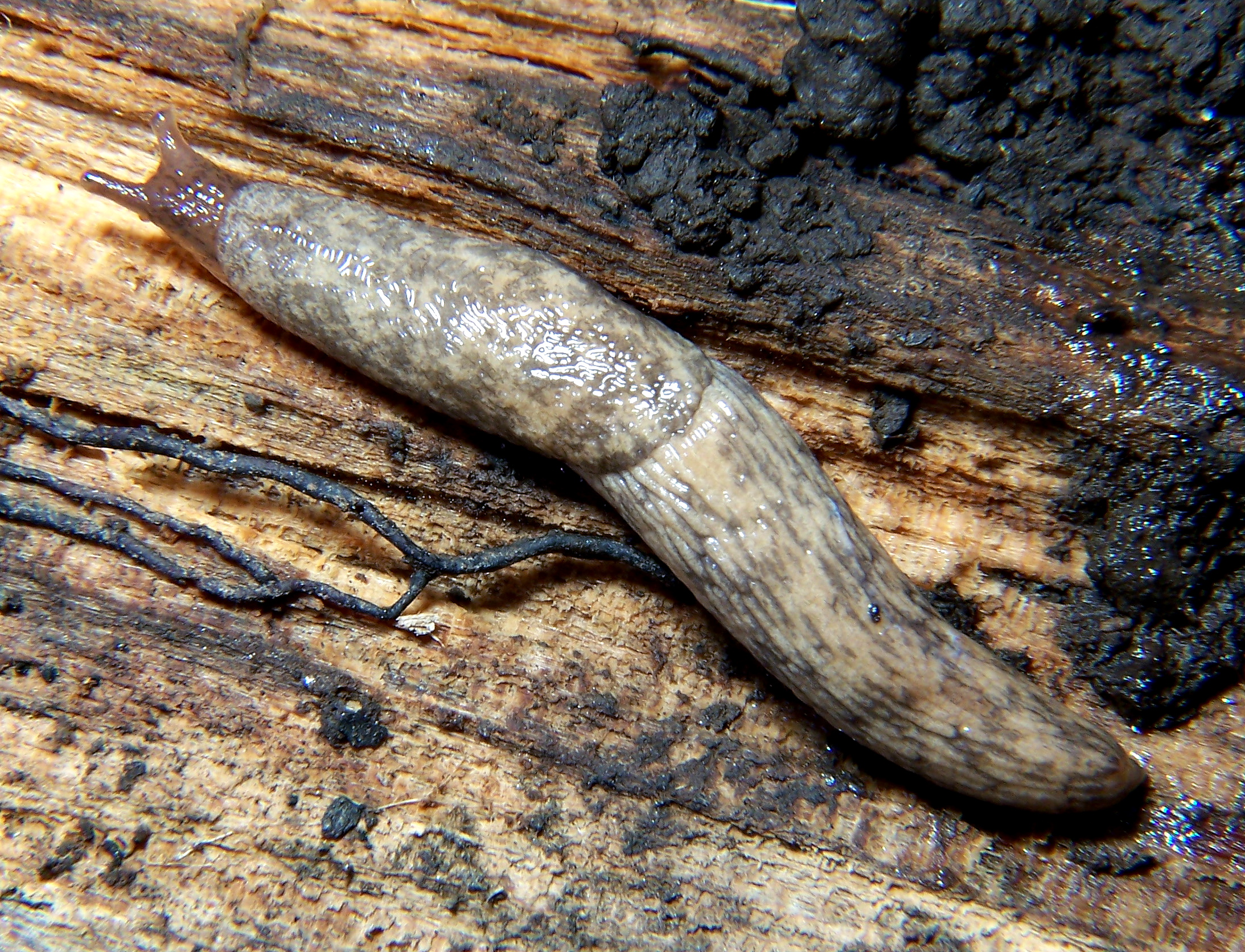
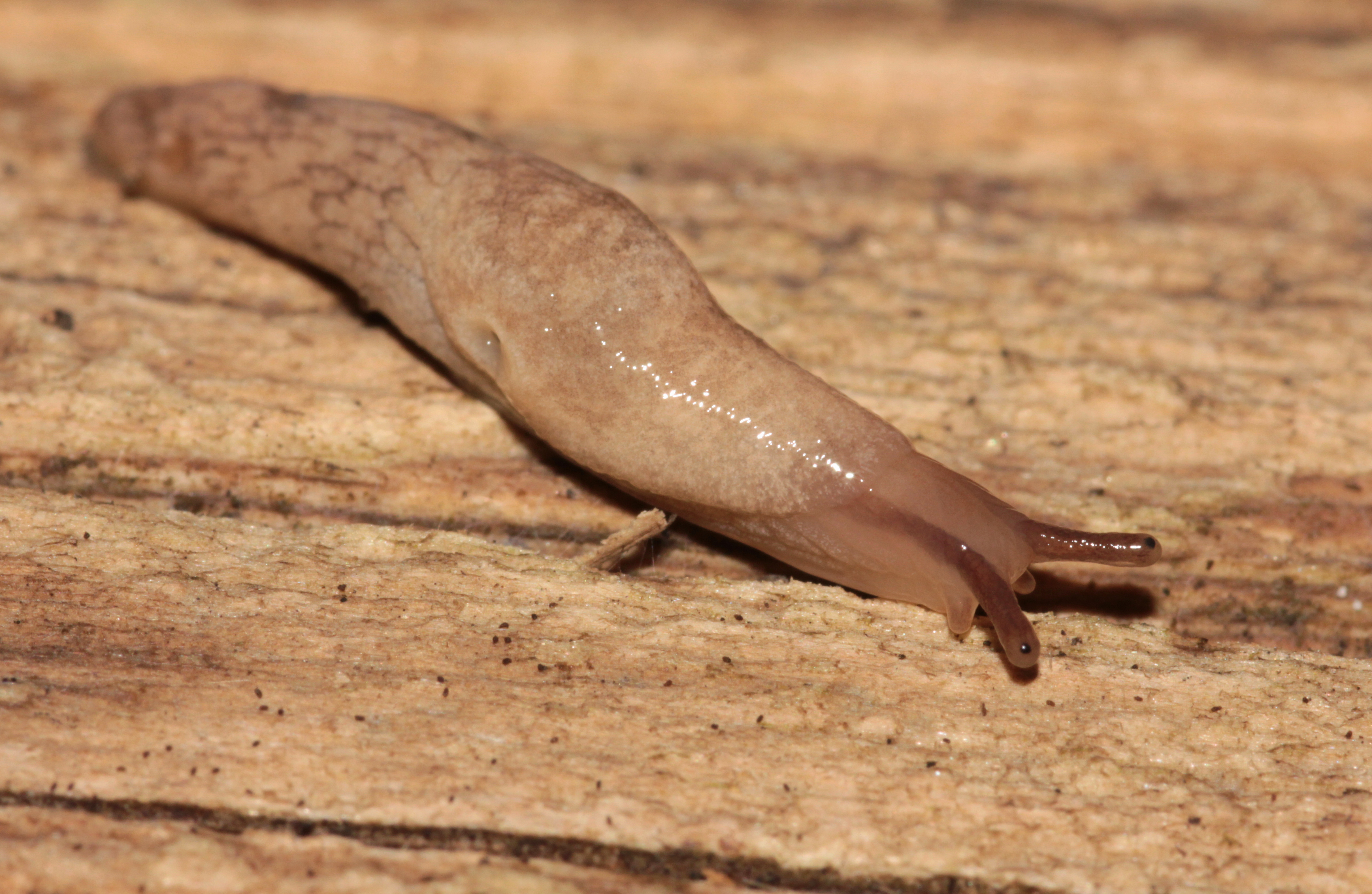
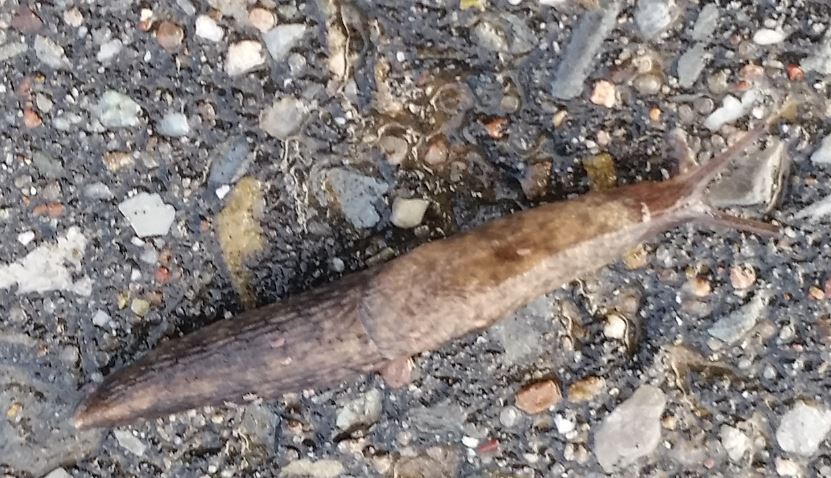
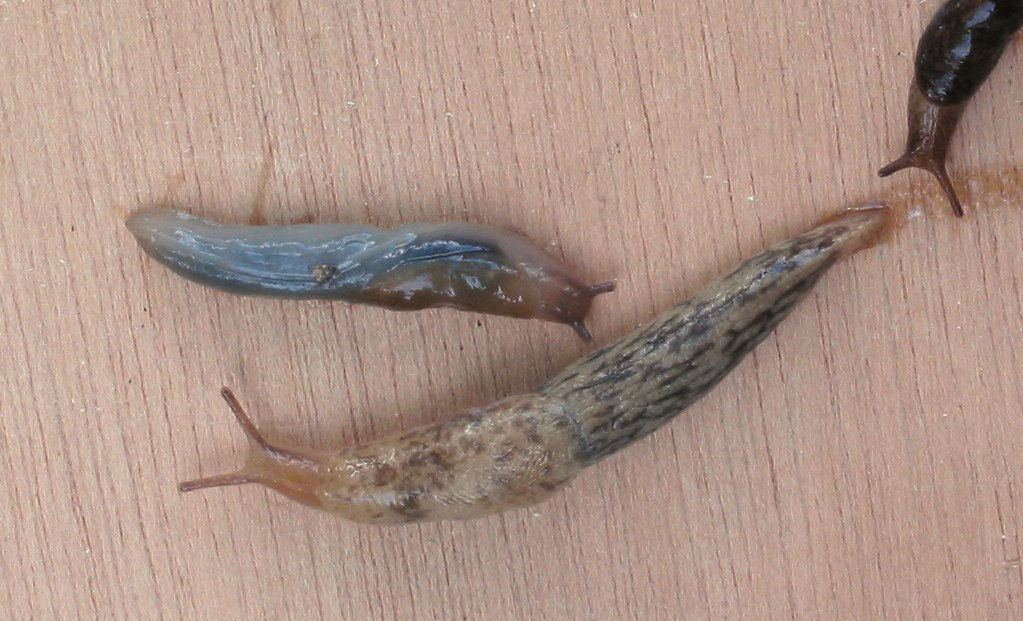
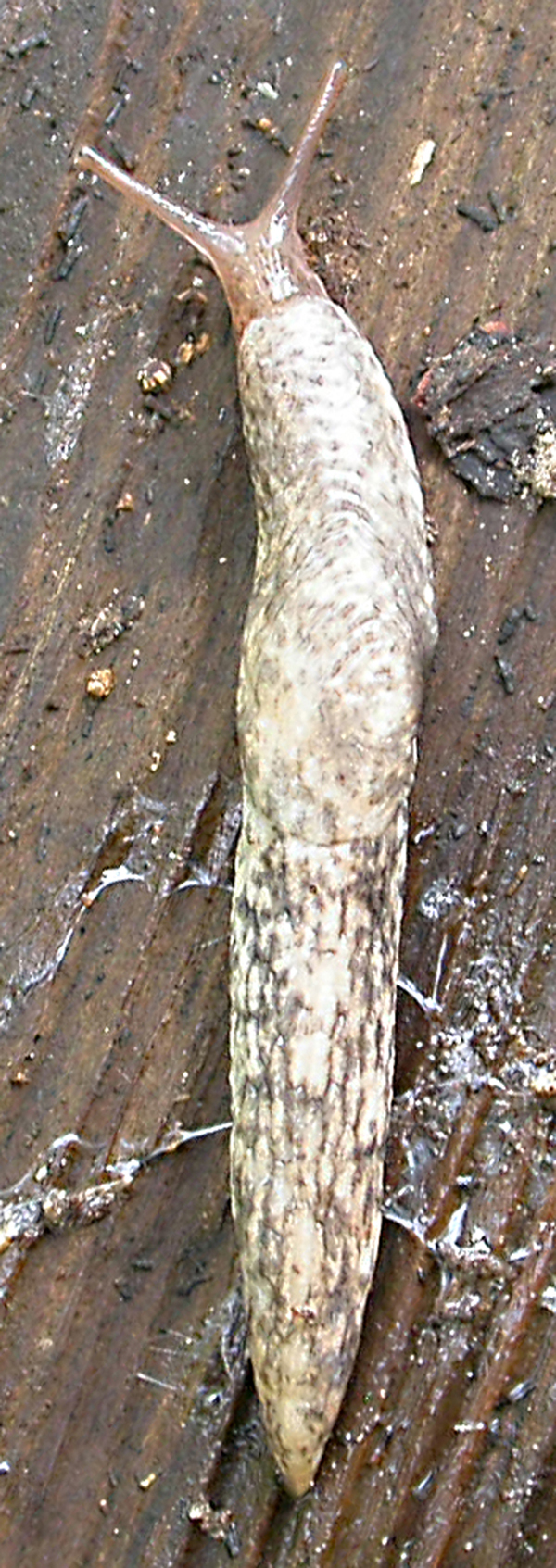